# Грабовниця
45°45′ пн. ш. 16°40′ сх. д. / 45.75° пн. ш. 16.66° сх. д.
Грабовниця (хорв. Grabovnica) — населений пункт у Хорватії, у Б'єловарсько-Білогорській жупанії у складі міста Чазма.

## Населення
Населення за даними перепису 2011 року становило 379 осіб.
Динаміка чисельності населення поселення: